# Hadżdż

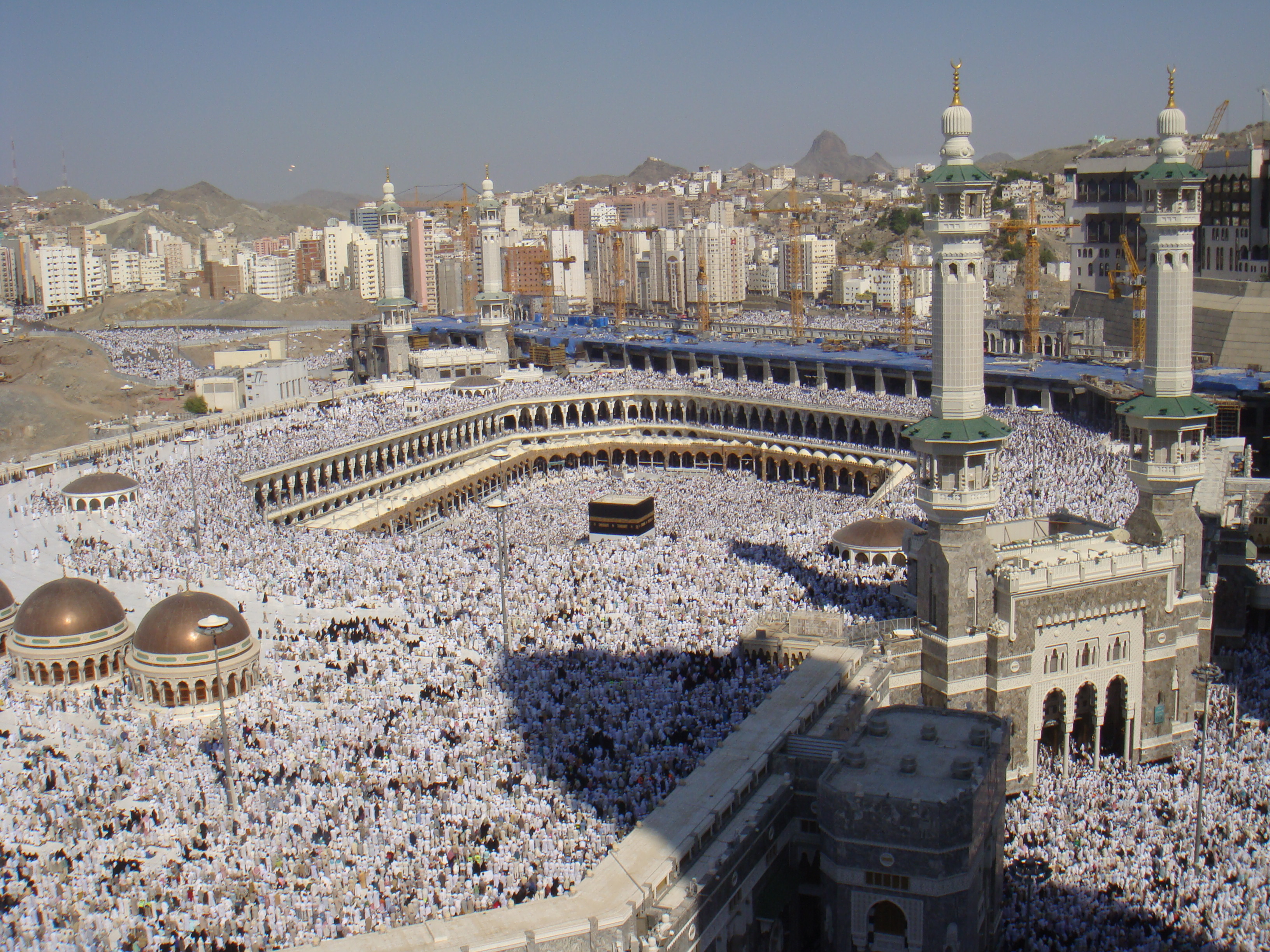
Pielgrzymi w Al-Masdżid al-Haram w 2008

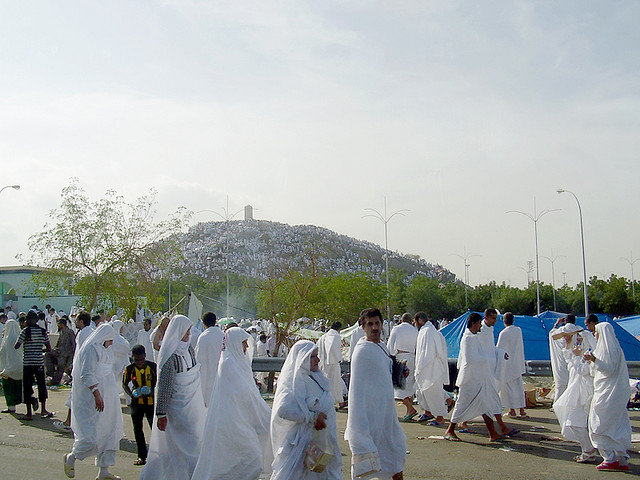
Góra Arafat w czasie pielgrzymki

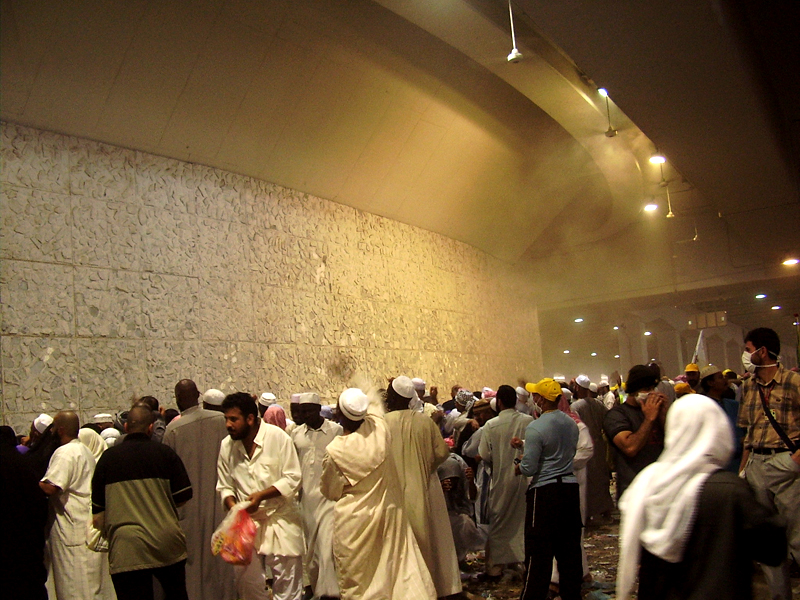
Kamienowanie szatana w 2006

Hadżdż, hadż (arab. حَجّ, Ḥaǧǧ) – pielgrzymka do świątyni Al-Kaba w Mekce. Odbycie pielgrzymki przynajmniej raz w życiu jest obowiązkiem religijnym każdego dorosłego muzułmanina płci męskiej, który jest do niej zdolny fizycznie i finansowo (włącznie z obowiązkiem zapewnienia dostatku rodzinie na czas jego nieobecności). Jest jednym z pięciu filarów islamu. Uważane jest za najliczniejsze coroczne zgromadzenie ludzi na świecie. Hadżdż jest demonstracją solidarności muzułmanów oraz ich oddania wierze w Allaha.
Pielgrzymka odbywa się od 8 do 12 (czasem 13) dnia ostatniego miesiąca kalendarza islamskiego, miesiąca pielgrzymki zu al-hidżdża. Kalendarz islamski jest kalendarzem księżycowym, krótszym od kalendarza gregoriańskiego o ok. 11 dni, toteż daty pielgrzymki są zmienne według tego ostatniego.
Pielgrzymi wchodzą w stan uświęcenia, a zbliżając się do świętego terytorium Mekki przywdziewają białą szatę. Pielgrzymka rozpoczyna się kazaniem w meczecie, przez kolejne 3 dni wyznawcy wędrują po okolicy docierając do różnych symbolicznych miejsc, m.in. doliny Mina, góry Arafat, wzgórza Al-Muzdalifa (znajdują się tam starożytne sanktuaria bóstwa grzmotu i burzy). W tym czasie sprawują wiele modlitw i obrzędów, jak np. kamienowanie szatana. Przez kolejne trzy dni pielgrzymi odpoczywają. Hadżdż gromadzi corocznie kilka milionów wyznawców islamu, których nazywa się wówczas hadżdżi (pielgrzymi, hadżdż mężczyzna, hadżdża kobieta).
Hadżdż jest związana z życiem proroka Mahometa, żyjącego w VII w., jednak muzułmanie uważają, że jej tradycja jest starsza, sięgająca tysiące lat wcześniej do czasów Abrahama. Udział wyznawców innych religii jest zabroniony.